# Boráros János
Boráros János Antal (Pest, 1756. január 1. – Pest, 1834. október 15.) magyar politikus, Pest városi főbírája, alpolgármester.

## Életpályája
Görög eredetű családból származott, ősei kereskedők voltak. 1785-ben városi tanácsossá nevezték ki Pesten. 1790 és 1807 között főbíróként, 1803-07-ben és 1827-29-ben ügyvezető helyettes polgármesterként működött. A pesti országgyűlés követeként is működött egy ideig, és a Szépítő Bizottság terveinek elkészítésében is segédkezett. 1804-ben megnyitotta a Városligetet, amelyet szórakozóhellyé változtattak. A napóleoni háborúk alatt a pesti polgárőrségben volt ezredes. Vagyonát jóléti alapítványokra hagyta.

## Emlékezete
1875-ben róla nevezték el a ma is Boráros tér nevet viselő korábbi Fa teret Budapest IX. kerületének területén.